# Martin Stixrud
Martin Stixrud (Oslo, 9 de febrer de 1876 – Oslo, 8 de gener de 1964) va ser un patinador artístic sobre gel noruec que va competir a començaments del segle xx.
El 1920 va prendre part en els Jocs Olímpics d'Anvers, on guanyà la medalla de bronze en la prova individual masculina del programa de patinatge artístic. Durant la seva carrera esportiva guanyà deu campionats nacionals individuals i dos campionats nòrdics.

## Palmarès
| Prova                 | 1910 | 1911 | 1912 | 1913 | 1914 | 1915 | 1916 | 1917 | 1918 | 1919 | 1920 | 1921 | 1922 | 1923 | 1924 |
| --------------------- | ---- | ---- | ---- | ---- | ---- | ---- | ---- | ---- | ---- | ---- | ---- | ---- | ---- | ---- | ---- |
| Jocs Olímpics         |      |      |      |      |      |      |      |      |      |      | 3r   |      |      |      |      |
| Campionat del Món     |      | 6è   |      |      | 11è  |      |      |      |      |      |      |      | 4t   |      | 7è   |
| Campionat d'Europa    | 5è   |      | 3r   | 6è   |      |      |      |      |      |      |      |      | 5è   | 2n   |      |
| Campionats nòrdics    |      |      |      |      |      |      |      |      |      | 1r   | 2n   | 1r   |      |      |      |
| Campionats de Noruega |      |      |      | 1r   |      |      | 1r   | 1r   | 1r   | 1r   | 1r   | 1r   | 1r   | 1r   | 1r   |